# Federación de Municipios y Provincias de Castilla-La Mancha
La Federación de Municipios y Provincias de Castilla-La Mancha (FEMP-CLM) es una asociación española que agrupa municipios, diputaciones provinciales, mancomunidades de municipios y entidades de ámbito territorial inferior al municipio (EATIM) de la comunidad autónoma de Castilla-La Mancha. La adhesión a la asociación es voluntaria. Forma parte de la Federación Española de Municipios y Provincias y tiene su sede en Toledo.
En enero de 2014, de los 919 municipios existentes en Castilla-La Mancha, 903 pertenecían a la FEMP-CLM. También una EATIM y las cinco diputaciones provinciales.
Se constituyó el 7 de abril de 1984, por iniciativa de la Junta de Comunidades de Castilla-La Mancha.

## Objetivos
Los fines fundacionales y estatutarios de la FEMP-CLM son el fomento y la defensa de la autonomía de los municipios y demás entidades locales; la representación y defensa de los intereses generales de las colectividades locales la administración autonómica; la promoción del estudio y la difusión del conocimiento sobre el ámbito local; la prestación, directamente o a través de sociedades o entidades, de toda clase de servicios a las corporaciones locales o a los entes dependientes de éstas y el favorecimiento de la coordinación entre municipios.

## Órganos de gobierno
Los órganos de gobierno de la FEMP-CLM son los siguientes:
- la Asamblea General.
- el Consejo Regional de la Federación.
- el Comité Ejecutivo.
- el presidente y vicepresidente.

La Asamblea General elige al resto de órganos de gobierno. Las votaciones se hacen de forma ponderada (los representantes de las corporaciones locales tienen un número de votos que depende de la población a la que representen). Los mandatos coinciden con las legislaturas municipales.

## Presidentes
| Periodo    | Presidente                         | Cargo                                                 | Partido político |
| ---------- | ---------------------------------- | ----------------------------------------------------- | ---------------- |
| 1984-1987  | Joaquín Sánchez Garrido            | Alcalde de Toledo                                     | PSOE             |
| 1987-1991  | Ramón Fernández Espinosa           | Alcalde de Puertollano (Ciudad Real)                  | PSOE             |
| 1991-1995  | Miguel Ángel Pozas Sánchez-Gil     | Alcalde de Manzanares (Ciudad Real)                   | PSOE             |
| 1995-1999  | Francisco Tomey Gómez              | Presidente de la Diputación Provincial de Guadalajara | PP               |
| 1999-2003  | José Manuel Martínez Cenzano       | Alcalde de Cuenca                                     | PSOE             |
| 2003-2005  | Casimiro Sánchez Calderón          | Alcalde de Puertollano (Ciudad Real)                  | PSOE             |
| 2005-2011  | José Francisco Rivas Cid           | Alcalde de Talavera de la Reina (Toledo)              | PSOE             |
| 2011-2015  | Santiago Lucas-Torres López-Casero | Alcalde de Campo de Criptana (Ciudad Real)            | PP               |
| 2015-2019  | Mayte Fernández Molina             | Alcaldesa de Puertollano (Ciudad Real)                | PSOE             |
| 2019-2023  | Tita García                        | Alcaldesa de Talavera de la Reina (Toledo)            | PSOE             |
| Desde 2023 | José Julián Gregorio               | Alcalde de Talavera de la Reina (Toledo)              | PP               |